# لو بوي أون فيلاي
لو بوي أون فيلاي هي بلدية تقع في إقليم لوار العليا جنوب وسط فرنسا بالقرب من نهر لوار. تشتهر المدينة بكاتدرائيتها وبنوع من العدس وبصناعة الدانتيل.

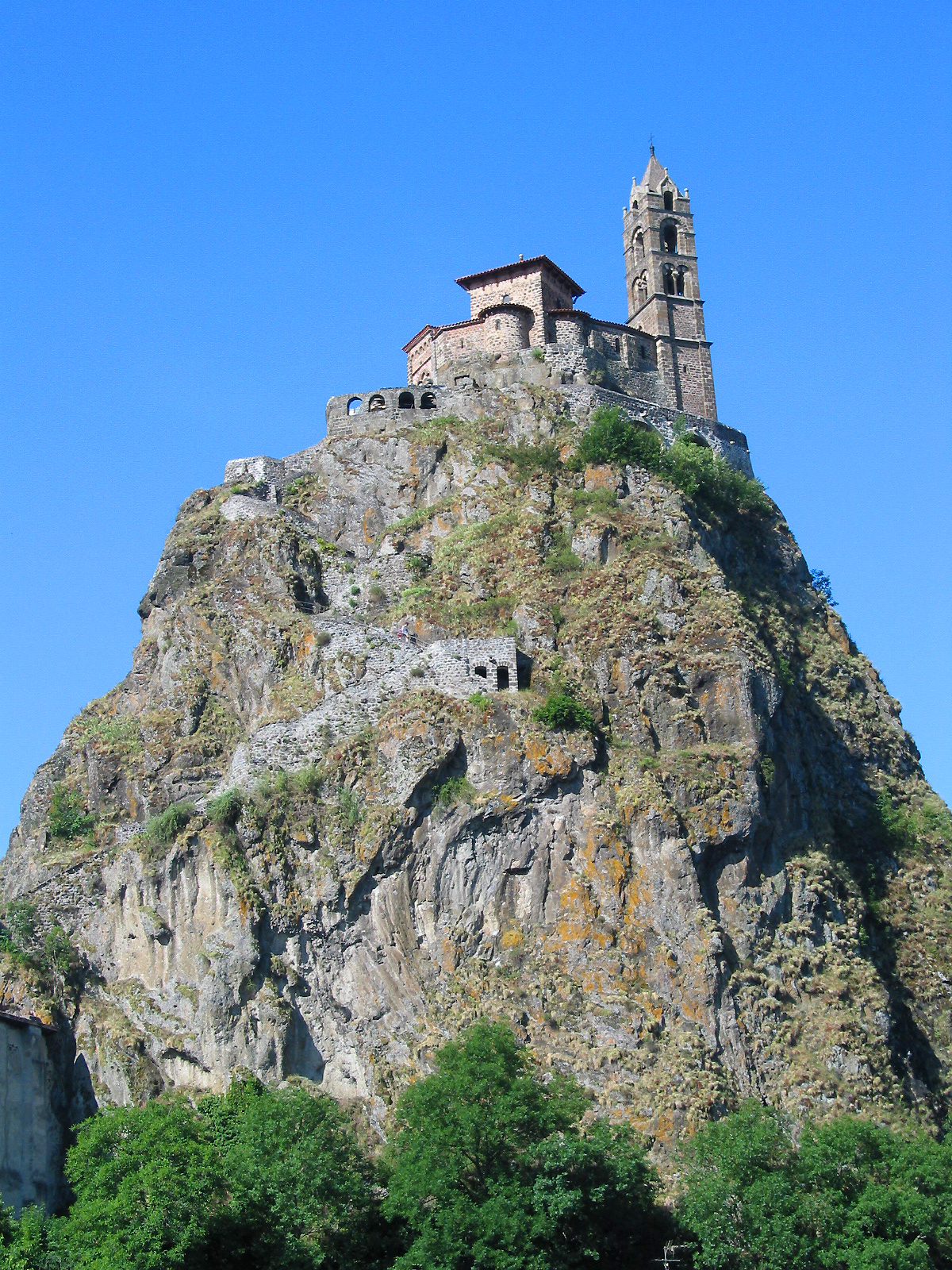
كنيسة القديس ميشيل ديغيلي.

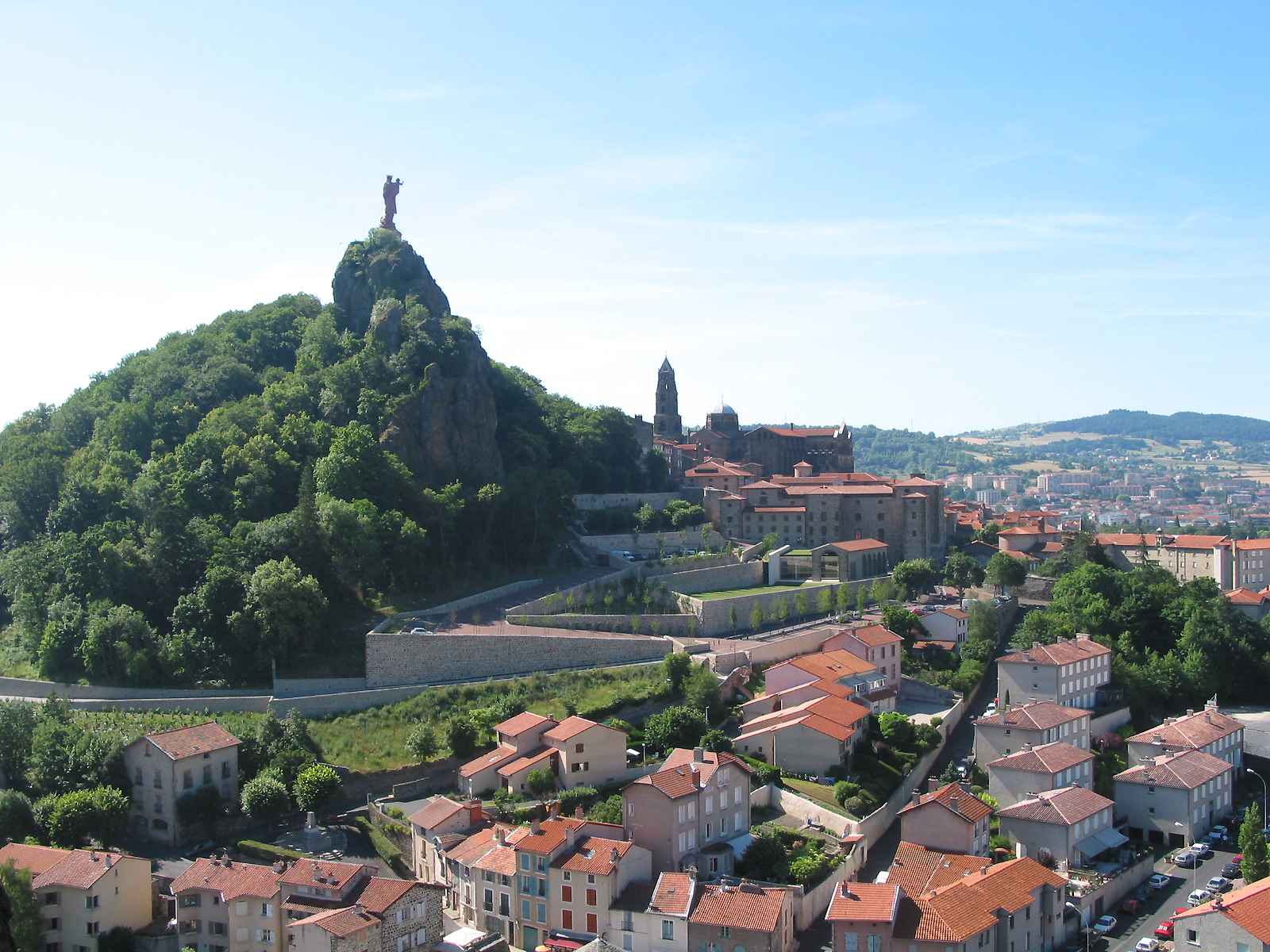
بانورما للمدينة

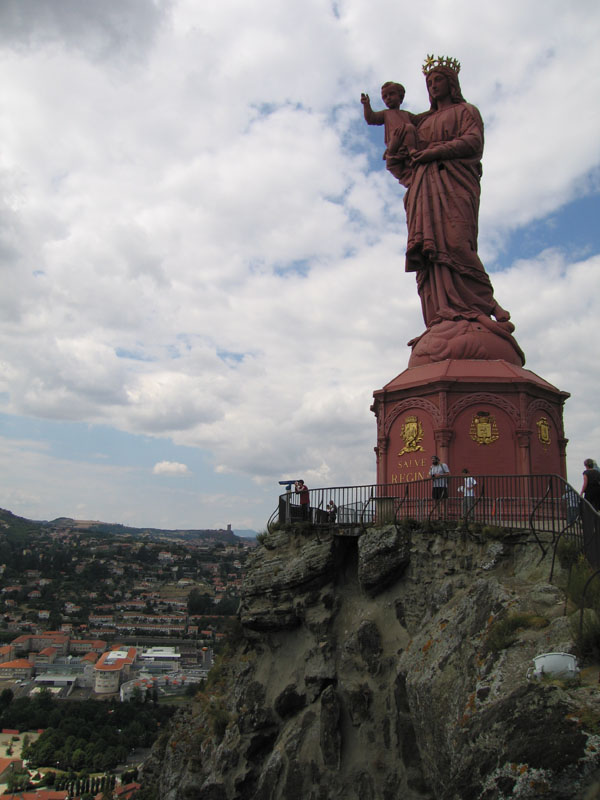
نوتردام دي فرانس

## المناخ
يظهر الجدول التالي التغييرات المناخية على مدار السنة للو بوي أون فيلاي:
| البيانات المناخية لـلو بوي أون فيلاي | البيانات المناخية لـلو بوي أون فيلاي | البيانات المناخية لـلو بوي أون فيلاي | البيانات المناخية لـلو بوي أون فيلاي | البيانات المناخية لـلو بوي أون فيلاي | البيانات المناخية لـلو بوي أون فيلاي | البيانات المناخية لـلو بوي أون فيلاي | البيانات المناخية لـلو بوي أون فيلاي | البيانات المناخية لـلو بوي أون فيلاي | البيانات المناخية لـلو بوي أون فيلاي | البيانات المناخية لـلو بوي أون فيلاي | البيانات المناخية لـلو بوي أون فيلاي | البيانات المناخية لـلو بوي أون فيلاي | البيانات المناخية لـلو بوي أون فيلاي |
| الشهر                                | يناير                                | فبراير                               | مارس                                 | أبريل                                | مايو                                 | يونيو                                | يوليو                                | أغسطس                                | سبتمبر                               | أكتوبر                               | نوفمبر                               | ديسمبر                               | المعدل السنوي                        |
| ------------------------------------ | ------------------------------------ | ------------------------------------ | ------------------------------------ | ------------------------------------ | ------------------------------------ | ------------------------------------ | ------------------------------------ | ------------------------------------ | ------------------------------------ | ------------------------------------ | ------------------------------------ | ------------------------------------ | ------------------------------------ |
| الدرجة القصوى °م (°ف)                | 17.8 (64.0)                          | 20.5 (68.9)                          | 24.3 (75.7)                          | 25.1 (77.2)                          | 29.7 (85.5)                          | 34.1 (93.4)                          | 37.4 (99.3)                          | 35.8 (96.4)                          | 33.5 (92.3)                          | 26.5 (79.7)                          | 21.8 (71.2)                          | 16.9 (62.4)                          | 37.4 (99.3)                          |
| الحد الأقصى المتوسط °م (°ف)          | 9.4 (48.9)                           | 10.7 (51.3)                          | 17.6 (63.7)                          | 22.2 (72.0)                          | 26.5 (79.7)                          | 30.1 (86.2)                          | 34.5 (94.1)                          | 32.4 (90.3)                          | 27.7 (81.9)                          | 23.0 (73.4)                          | 15.4 (59.7)                          | 10.6 (51.1)                          | 34.5 (94.1)                          |
| متوسط درجة الحرارة الكبرى °م (°ف)    | 4.9 (40.8)                           | 6.1 (43.0)                           | 9.7 (49.5)                           | 12.7 (54.9)                          | 16.8 (62.2)                          | 21.3 (70.3)                          | 24.6 (76.3)                          | 23.9 (75.0)                          | 19.8 (67.6)                          | 14.8 (58.6)                          | 8.8 (47.8)                           | 5.7 (42.3)                           | 14.1 (57.4)                          |
| متوسط درجة الحرارة الصغرى °م (°ف)    | −3.0 (26.6)                          | −2.8 (27.0)                          | −0.5 (31.1)                          | 1.8 (35.2)                           | 5.5 (41.9)                           | 8.8 (47.8)                           | 11.0 (51.8)                          | 10.6 (51.1)                          | 7.7 (45.9)                           | 5.2 (41.4)                           | 0.7 (33.3)                           | −1.9 (28.6)                          | 3.6 (38.5)                           |
| الحد الأدنى المتوسط °م (°ف)          | −7.7 (18.1)                          | −7.1 (19.2)                          | −5.6 (21.9)                          | −2.8 (27.0)                          | −1.5 (29.3)                          | 0.8 (33.4)                           | 5.2 (41.4)                           | 4.5 (40.1)                           | −0.5 (31.1)                          | −3.8 (25.2)                          | −5.9 (21.4)                          | −6.5 (20.3)                          | −7.7 (18.1)                          |
| أدنى درجة حرارة °م (°ف)              | −21.6 (−6.9)                         | −20.8 (−5.4)                         | −22.0 (−7.6)                         | −10.2 (13.6)                         | −4.4 (24.1)                          | −1.3 (29.7)                          | 1.8 (35.2)                           | −0.8 (30.6)                          | −2.5 (27.5)                          | −9.2 (15.4)                          | −13.4 (7.9)                          | −18.2 (−0.8)                         | −22.0 (−7.6)                         |
| الهطول مم (إنش)                      | 40.3 (1.59)                          | 31.6 (1.24)                          | 37.8 (1.49)                          | 61.4 (2.42)                          | 84.6 (3.33)                          | 68.4 (2.69)                          | 58.8 (2.31)                          | 64.3 (2.53)                          | 75.0 (2.95)                          | 72.1 (2.84)                          | 54.6 (2.15)                          | 43.1 (1.70)                          | 692.0 (27.24)                        |
| متوسط أيام هطول الأمطار              | 7.3                                  | 6.7                                  | 7.2                                  | 9.9                                  | 10.7                                 | 8.3                                  | 6.7                                  | 7.8                                  | 7.7                                  | 9.2                                  | 8.3                                  | 7.1                                  | 96.9                                 |
| متوسط الأيام المثلجة                 | 8                                    | 7                                    | 4                                    | 1                                    | 0                                    | 0                                    | 0                                    | 0                                    | 0                                    | 1                                    | 4.5                                  | 6.5                                  | 32                                   |
| ساعات سطوع الشمس الشهرية             | 93.7                                 | 111.1                                | 166.9                                | 163.8                                | 191.0                                | 221.4                                | 261.2                                | 234.6                                | 179.7                                | 126.7                                | 84.0                                 | 75.5                                 | 1٬909٫6                              |
| المصدر: Météo France                 |                                      |                                      |                                      |                                      |                                      |                                      |                                      |                                      |                                      |                                      |                                      |                                      |                                      |

## توأمة
للو بوي أون فيلاي اتفاقيات توأمة مع كل من:
- بروغيريو
- ميشيده
- Tonbridge [الإنجليزية]‏
- طرطوشة
- مانغوالدي
- سانتياغو دي كومبوستيلا

## أعلام
- روجر فاغنر
- ماريون بارتولي
- شارل دوبوي
- روبرتو ميشيل
- سيباستيان جمبرت
- رينيه بريفات
- قاي فرانسوا